# 10761 Любімєц
10761 Любімєц (10761 Lyubimets) — астероїд головного поясу, відкритий 12 жовтня 1990 року.
Тіссеранів параметр щодо Юпітера — 3,406.